# 陶丹
陶丹（3世纪—3世纪），中国三国时期孙吴将领。江州鄱阳郡枭阳县（今江西省都昌县）人。
曾任牙门将，朱伺曾为其给使。后陶丹官至扬武将军。
陶丹有妾湛氏，于永安二年（259年）生子陶侃。陶侃出生后不久，陶丹即去世。
陶丹另有子陶操，因质任制度在武昌为人质，曾私自来到陶丹的驻地，被陶丹以不可违法为由拒绝相见。陶丹有子年长于陶侃，是陶臻、陶舆的父亲，但名字待考，未详与陶操是否一人。